# Dương Thu Hương

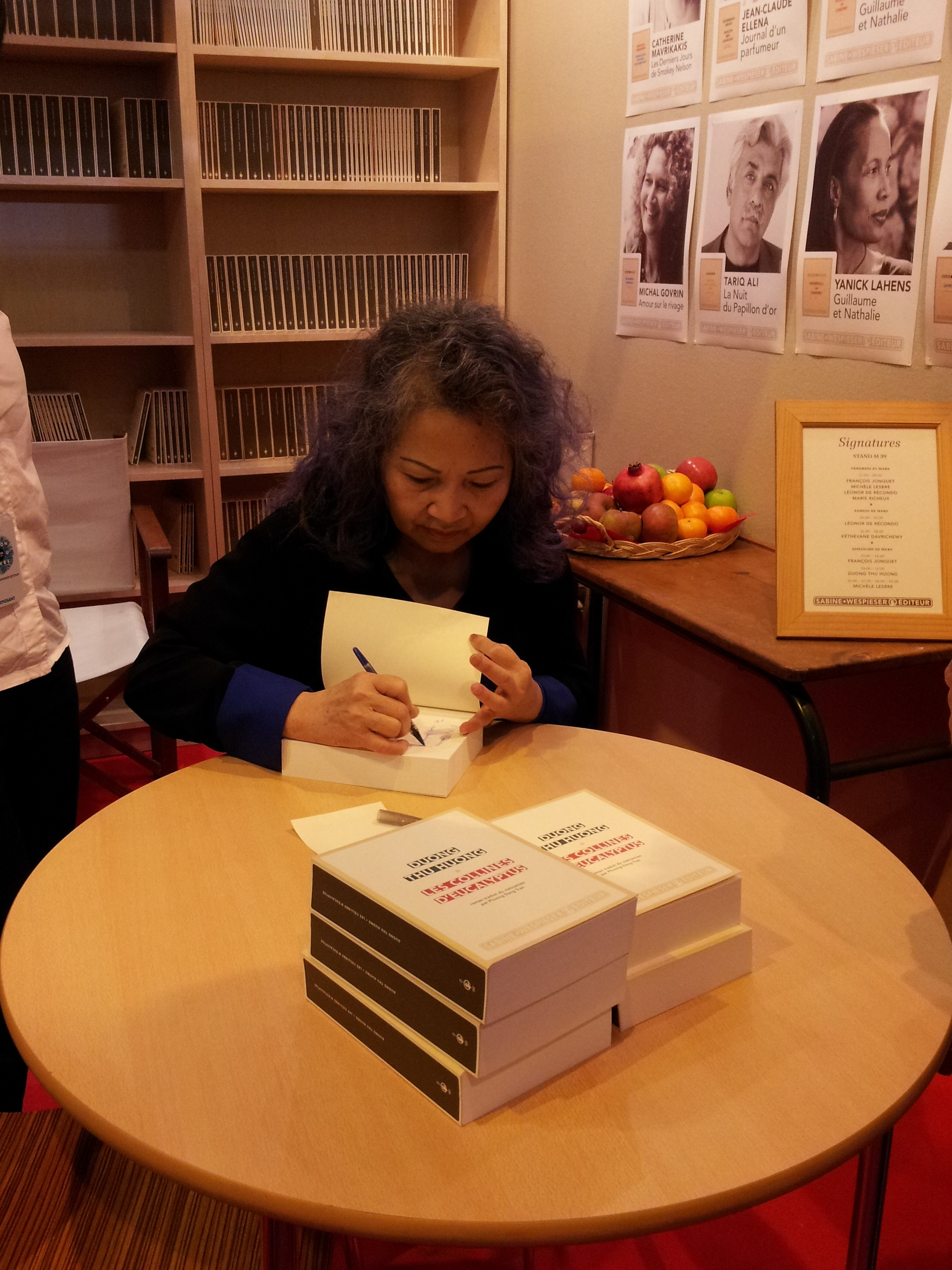
Dương Thu Hương

Dương Thu Hương (* 1947 in der Provinz Thái Bình im Norden Vietnams) ist eine vietnamesische Schriftstellerin.

## Leben
Sie kämpfte im Vietnamkrieg für die Befreiung ihres Landes, wurde später aber aufgrund ihrer Kritik an der kommunistischen Partei von jener ausgeschlossen.
Sie nimmt eine humanistische Position ein und fordert die Einhaltung der Menschenrechte.
Ihre Bühnenstücke, Geschichten und Romane sind in Vietnam weitgehend verboten; sie ist allerdings im eigenen Land sehr bekannt und wurde vor ihrem Publikationsverbot viel gelesen.
Aufgrund ihrer Kritik an der Regierung und den in ihren Romanen zu lesenden systemkritischen Geschichten wurde sie 1991 zu einer siebenmonatigen Haftstrafe verurteilt. Die offizielle Anklage lautete auf Verrat von Staatsgeheimnissen, womit die Verbreitung ihrer Romane ins Ausland gemeint war. Bis 2007 durfte sie Vietnam nicht verlassen und lebt heute in Frankreich.
Hương erhielt 1991 den Prix Femina und den UNESCO-Literaturpreis. 2021 wurde sie in die American Academy of Arts and Sciences gewählt. Für 2023 wurde ihr der Prix mondial Cino Del Duca zugesprochen.

## Werk

### Schriftstellerisch
- Liebesgeschichte, vor der Morgendämmerung erzählt. 1981 (ISBN 3-927905-54-2)
- Itinerary of Childhood. Roman
- Beyond Illusions. Roman
- Bitterer Reis. 1990 (dt. 1993, ISBN 3-442-42021-0)
- Roman ohne Namen (dt. 1992, ISBN 3-293-20096-6)
- Roman ohne Titel (ISBN 3-89502-018-4)
- Memories of a Pure Spring. 1996
- No Man's Land

### Dokumentarfilm
- Đền đài của những niềm thất vọng (A Sanctuary for the Despairing) – von den Behörden vernichtet